# Форум за нови плес
Форум за нови плес (2002—2016) био је пројекат остварен и подржан од стране и под окриљем Српског народног позоришта у Новом Саду, који је плесачима омогућавао простор истраживања и рада на савременом плесном и позоришном стваралаштву.

## ОФоруму
Иницијатори и оснивачи овог пројекта су били: Оливера Ковачевић Црњански, Ендру Питер Гринвуд (Andrew Peter Greenwood), Јасна Ковачевић, Ивана Инђин и Бранко Поповић.
Пројекат се састојао од:
- едукативних радионица, а у директној вези са њима
- Вечери савременог плеса и
- Представа — које су, између осталог, често биле и учеснице светских фестивала новог плеса.

Учесници Форума су већински били играчи СНП-а, али у појединим пројектима су све више, како је време одмицало, екипу чинили и перформери, плесачи са независне плесне сцене и професорке савремене игре из новосадске балетске школе.

## Залет
Током прве две сезоне, примат је дат едукацији кроз организовање плесних радионица, а паралелно са њима су организоване и Вечери савременог плеса, које су чиниле представе и кореографске минијатуре настале у продукцији и копродукцији СНП-а и Форума за нови плес:
- Tango Apocalypso — Иване Инђин (2002);
- The Bent of Nature — Нандан Кирко (Nhandan Chirco) (2002);
- минијатура Коју игру играш — Оливере Ковачевић Црњански (2002) и
- минијатура Реквијем — кореографа Џејмса Амара (James Amar) (2003).

Извођачи су били чланови ансамбла СНП-а, затим, перформери и плесачи алтернативне новосадске сцене. Гостујући аутори, чије су представе игране у оквиру ових вечери, били су са београдске независне плесне сцене (Исидора Станишић, Чарни Ђерић, Далија и Андреј Аћин), из Европе и региона. Ангажовање уметника са независне сцене доприносило је да плесачи стекну увиде у другачије начине рада, мишљења и извођења.
Главни иницијатор и један од оснивача Форума за нови плес, Оливера Ковачевић Црњански, о оваквом приступу развоја игре и самим тим и плесача говори следеће:
Милосављевић (прим. Александар Саша Милосављевић — тадашњи управник СНП-а) и ја смо били свесни да најзначајније промене и помаци у уметности долазе са независне сцене и жестоко смо се борили за развијање тих сарадњи и партнерстава кроз различите програме, пројекте, продукције копродукције и фестивале. Форум и СНП постали су јединствена појава у региону, јер ни у једној другој националној позоришној кући нису постојале, а ни данас не постоје, одговарајући програми — континуирани, едукативни, као и продукције савременог плеса. Форум је изградио групу плесача који су, и у СНП-у и ван њега, спремни не само да раде на новим представама него и да покрећу иницијативе и обогаћују домаћу плесну сцену.

## Представе
Игра на дубљим когнитивним нивоима, игра као говор освешћеног тела које репродукује изворну бит самог играча кроз нове плесне облике, форме, правце; игра која омогућује да се осећања изразе на много шири и слободнији начин; игра као плод напорног вежбања, рада и упознавања себе кроз нове приступе, изнедрила је нове представе и продубила и приближила различите видове сарадње, па су тако настале и следеће представе:
- Фрагменти — кореографија и режија: Оливера Ковачевић Црњански и Саша Асентић / Србија, Немачка (2005);
- Спољашњи и унутрашњи кругови — кореографија: Јенс ван Дал (Jens van Daele) / Белгија, (2005);
- Језик зидова — концепт и кореографија: Гај Вајзман и Рони Хавер / Израел, Холандија, (2006);
- Осмех ума (Чини ми се да недостаје једно дрво…) — кореографкиња и редитељка: Галина Борисова / Бугарска, (2007);
- Шампањац и јагоде (Lifetime warranty gratis) — кореографија: Росана Хрибар и Грегор Луштек / Словенија, (2010)
- Communitas на испиту — аутори: Ана Вујановић и Саша Асентић / Србија, Немачка (2012);
- Pop it up — концепт и кореографија: Драгана Булут / Мостар, Београд, Берлин, (2013);
- Балерине — редитељка и драматуршкиња: Милена Богавац; кореографкиња и асистенткиња режије: Оливера Ковачевић Црњански / Србија, (2014) и
- Револуција — ОТКАЗАНА! — режија и концепт: Саша Асентић; драматургија и концепт: Ана Вујановић; кореографија: Александар Ашур и Оливера Ковачевић Црњански, (2015).[2]

Једна од карактеристика ових представа је и жива интеракција са публиком, што је доприносило репризама које су сваки пут биле другачије и нове.
Осим интеракције са публиком, нове форме су се кретале између позоришта, хепенинга, уметности и перформанса, сликарства, предметне и просторне уметности, а уједно и сталног одражавања кроз теоријске текстове, поетске списе и манифесте.
Обрађивао се телесни, афективни и просторни однос актера и гледалаца, те се истраживала могућност суделовања и интеракције, наглашавала се презентност (чињење у реалном) насупрот репрезентацији (мимези фикционалног), чин насупрот исходу.

## Фестивали и награде
Ове представе су биле веома запажене и далеко су стизале, тако да су њихова извођења била честа у смислу разних гостовања и учествовања на разним фестивалима.

### ФрагментииСпољашњии унутрашњи кругови
(премијере: 17. мај 2005, извођени 2004/05. и 2005/06)
- У оквиру Schowcase-a, off програма БИТЕФ-а, 2006, изведена је представа Фрагменти за стране посетиоце овог фестивала, као репрезентативни пример смелог истраживачког позоришта које тренутно настаје у Србији.
- Обе представе су изведене на фестивалима: Млад отворен театар (МОТ), Скопље 2005 и ИНФАНТ, Нови Сад (Повеља за најоригиналније истраживање неког од сегмената позоришног језика) и Ex teatar fest, Панчево; Похвала Српског народног позоришта Форуму за нови плес 2005.

###### Реч аутора
Фрагменти представљају истраживање односа са властитим телом и покушај препознавања онога што би се могло назвати „наше тело” наспрам „туђег тела” (остваривање идентитета, комуникације); и „наше-туђе тело” као производ материјализације друштвених правила које савремено друштво уписује у нас и намеће нам улоге, изглед, одлуке, ставове и тд. Осећај да нам је наше тело „туђе” (страно, далеко) појачало је суштинску /личну/ професионалну потребу да се буде на сцени — Плеше; и жељу да се у складу са скидањем слојева („наших туђих тела”) приближимо властитом телу. Ова потреба нас је водила у раду са оним што смо успели препознати као поруку на билборду, музичкој нумери, лекарском налазу, репертоару матичне позоришне куће и другим материјалима.
Изабрали смо фрагментарни начин представљања (себи и другима) онога до чега смо дошли у раду, без (традиционалне) наративне структуре и логичног редоследа јер се тако (верујемо) отвара могућност за незатворен процес понуде значења и сталног мењања / развијања плеса у односу на оно што својом различитошћу (искуства, разлога, тела) улаже сваки од учесника.
Фрагменти су ставови у покрету — ставови / покрети: патос (не патхос!); диско; килограми; реч; варијација; Дада Џихад; изабрани дани; агонија; вага; број ; почетак и други.
Оливера Ковачевић Црњански
Спољашњи и унутрашњи кругови Након што сам стекао класично балетско образовање и започео каријеру као класични играч, дошао сам у контакт са кореографијом Жинет Лорен (Ginette Laurin) која ми је увела у свет савременог плеса и усмерила ка новим плесним облицима /формама/, правцима, који омогућавају да се осећања изразе на много шири и слободнији начин. Чини ми се да сам доласком у Нови Сад заокружио своју играчку каријеру, јер стварам савремено плесно дело са играчима класичног балетског образовања, и тиме их сада уводим у свет савременог плеса.
Јенс ван Дал

### Језик зидова
(премијера: 29. април 2006, извођена 2005/06, 2006/07, 2007/08, 2008/09, 2009/10, 2010/11, 2011/12)

Истинска атракција представе Језик зидова јесте узбудљив плес у кореографији Гаја Вајзмана, покрет набијен снажним енергетским набојем, жестока игра, али и паметно промишљена, наглашена духовитост појединих сценских решења, ипак лишена помодне исфорсиране ироније.
- Језик зидова, Форум за нови плес, 2010/11. Фотографије су део фото збирке Српског народног позоришта.

- Награде: Награда публике, 40. БИТЕФ, 2006; Награда УБУС-а „Димитрије Парлић” за најбољу плесну представу у Србији, 2006; Похвала Српског народног позоришта Форуму за нови плес 2006; Повеља за најоригиналније истраживање неког од сегмената позоришног језика, ИНФАНТ, Нови Сад, 2006; Награда ансамблу представе за разноликост испољене енергије и суптилну прецизност колективног плесног израза и Похвала за клаустрофобичну потентност ормара, Театарфест, Сарајево, 2007.
- Фестивали и гостовања: Београдско драмско позориште, Београд; Млад отворен театар (МОТ), Скопље, Македонија; ИНФАНТ, Нови Сад; Зволенске позоришне игре у Замку, Зволен, Словачка; Међународни плесни фестивал, Лублин, Пољска; Фестивал невербалног театра и плеса, Светвинченат, Хрватска; Ex teatar fest, Панчево; Театарфест, Сарајево, БИХ; Културни центар Рума; 40. БИТЕФ, Београд; Народно позориште Сомбор; Културна престоница Европе, Сибиу, Румунија; 13. Југословенски позоришни фестивал, Ужице; Гардоњи Геза Синхаз, Егер, Мађарска; Позориште на Теразијама, Београд; Национални театар, Печуј, Мађарска; Хрватско национално казалиште, Осијек, Хрватска; Национални театар, Крајова, Румунија; Драмско казалиште „Гавела”, Загреб, Хрватска.

###### Реч аутора
Језик зидова је представа за 7 играчица и музичара. Представа се бави питањима сестринства и личног ослобађања. Између избледелих тапета, барских столица и столова, играчице нас, уз електро-акустични музику Елада Коена (Elad Cohen), воде на моћно путовање истражујући женски израз у плесу. Крећући се између хаоса очаја и савршеног реда, кроз покушаје да улове и на неки начин фиксирају заразну животну енергију, извођачи далеко премашују властите границе, прелазе границе стеченог стида и могућих друштвених осуда. У представи смо се бавили испитивањем женске динамичности, женом која је слободна, а ипак ограничена, но увек пуна енергије, и кроз одговарајућа стања, приказана плесом, покушали смо да истакнемо запањујуће заразно осећање живота. Желели смо да направимо представу која одузима дах, која је драматична, ентузијастична — и узнемирујућа.
Рони Хавер и Гај Вајзман

###### Реч асистента кореографа о односу представе према публици и обрнуто
Публика која није „плесна” не гледа и не очекује да види оно што зна. То јој даје отвореност за оно што бисмо ми да пренесемо. Много тога зависи и од избора кореографа, Неки би стварно да направе цркву, па да само „елита” може да се просветли. Ми волимо да људи буду оно што јесу и да понесу оно што им се свиђа.
Ева Пушендорф (Eva Puschendorf)

### Осмех ума (Чини ми се да недостаје једно дрво…)
(премијера: 28. септембар 2007, извођена 2007/08)
- Осмех ума, Форум за нови плес 2007/08. Фотографије су део фото збирке Српског народног позоришта.

###### Реч аутора
Осмех ума
Она има дугу косу и блистав тен.
Усне нежне боје, грацилан врат,
дуге ноге, пуну чаробну фигуру.
Стварност је занима
само ако може да изазове
промену њеног исхода.
***
Ради се о креирању идеја реалистичким
методама.
Желела сам да се концентришем око баналности
видљивог.
Галина Борисова

### Шампањац и јагоде (Lifetime warranty gratis)
(премијера 25. јун 2010, извођена 2009/10, 2010/11, 2011/12, 2012/13, 2013/14)
- Шампањац и јагоде, Форум за нови плес, 2013. Фотографије су део фото збирке Српског народног позоришта.

Фестивали и гостовања: Народно позориште Кикинда; Позоришни маратон, Сомбор; Битеф театар, Београд; 28. Фестивал Град Театар, Будва, Црна Гора.

###### Реч аутора
Аутоматизми функционисања тела омогућавају бескрајни низ прилагођавања видљивим и невидљивим елементима стварности. Фрагменти настали кроз интеракције ума и тела, рефлексне реакције тела на разне врсте подстицаја — свесне и несвесне, претварају се у нове удове, нове синапсе и стварају нове мозаике смисла.
Полазећи од темељних дуализама (мушко-женско, спољашње — унутрашње, чисто — прљаво…) сортирамо, рекомбинујемо, усложњавамо, сакривамо голо, диференцирамо, форматирамо… градимо мноштво прелаза, нијансе дуге која и поред (али и због) све шаренијих боја, постаје елегантно сивило. Потражња за јефтиним (или скупим) чудима у нијансама сивог ствара неонски осветљену жељу и провоцира у себе запакован нежни производ одрицања од живота. Живота који доспева на распродају! Lifetime warranty gratis!
Росана Хрибар и Грегор Луштек

### Communitas на испиту
(премијера 16. мај 2012, извођена 2011/12, 2012/13, 2013/14, 2014/15, 2015/16)
- Извођења: Tanc im August, On Trial Together (Episode Berlin), Немачка; New York Live Arts, On Trial Together (Episode New York), САД; Onassis Cultural Centre, On Trial Together (Episode Athens), Грчка; 48. БИТЕФ, Communitas на испиту (Епизода Нови Сад и Епизода Београд); Slovensko mladinsko gledališče, Communitas na ispitu (Epizoda Ljubljana), Словенија; Tanzplatform, Künstelerhaus Mousonturum Frankfurt a. M.; On Trial Together (Episode Offenbach), Немачка.

###### Аутори о представи
Communitas на испиту је хибридни јавни догађај између позоришне представе, кореографије, друштвене игре и хепенинга. Изводи се у позоришту и реафирмише његову улогу у симболизацији друштвеног. Међутим, сцена овде постаје место у јавном простору где грађани расправљају о битним друштвеним питањима и промишљају могућу будућност друштва кроз фикционалне ситуације. Изведба се заснива на принципима друштвених игара и симулације, отворених за учешће свих чланова публике. С обзиром да зависи од учешћа публике, свака изведба је јединствен догађај (епизода).
Ана Вујановић и Саша Асентић

### Pop it up
(премијера 18. новембар 2013, извођена 2014/15)
- Фестивали и гостовања: Фестивал савременог плеса НОВ.плес, Нови Сад; Хрватско народно казалиште, Вараждин, Хрватска; Манифестација Ноћ музеја; Нови Сад; 18. Фестивал кореографских минијатура, Београд.

###### Реч ауторке
POP IT UP се бави анализом покрета и плеса кроз призму поп културе. Истражујући начине на које поп култура утиче на репрезентацију и перцепцију нашег тела фокус се поставља на начин на који користимо тело у социјалном простору. Анализом различитих облика и манифестације плеса поставља се питање да ли оно што ми доживљавамо као индивидуалну аутентичну експресију играња уз поп музику у ствари представља већ унапред одређен и уписан код, који је део масовне производње идентитета. Кроз процесе апстраховања покрета из миљеа поп музике POP IT UP на сцену поставља микро кореографске студије макро социјалног контекста.
Драгана Булут

### Балерине
(премијера 5. октобра 2014, извођена 2014/15, 2015/16)
- Фестивали и гостовања: Битеф театар, Београд; Позоришни маратон, Народно позориште Сомбор; 29. Фестивал Град Театар, Будва, Црна Гора; Словачко војвођанско позориште, Бачки Петровац; 49. БИТЕФ — Битеф Полифонија, Београд; Фестивал класике „Вршачка позоришна јесен” (пратећи програм), Вршац; Дани Војводине у Истри, Пула, Хрватска; Ноћ казалишта, Хрватско народно казалиште, Осијек (представа и радионица Професија као идентитет); Међународни плесни фестивал Co Festival, Љубљана, Словенија; 61. Стеријино позорје (пратећи програм), Нови Сад; 20. Фестивал кореографских минијатура, Београд; 31. Фестивал интернационалног и алтернативног театра (ФИАТ), Подгорица, Црна Гора; Фестивал „Desire Central Station 2016”
- Награде и похвале: Специјална награда УБУС-а за иновативни приступ у области савременог плесног театра, 2015; Специјална похвала Професионалног удружења балетских играча, кореографа и балетских педагога Србије ауторском тиму представе Балерине: ауторки — редитељки и драматуршкињи Милени Богавац, кореографкињи и асистенткињи режије Оливери Ковачевић Црњански и коауторкама и извођачицама Јелени Алимпијевић, Соњи Батић, Фросини Димовски, Милени Кркотић, Андреји Кулешевић, Јелени Марковић, Сањи Павић, Исти Степанов и Сари Тошић за велики допринос у разумевању друштвено запостављене уметничке институције класичне и савремене игре у Србији, 2015; 42, ИНФАНТ, Признање за изузетну експресивност на граничном подручју између позоришта и осталих уметности, Нови Сад, 2015; Годишња похвала Српског народног позоришта за 2014. годину.

###### Реч ауторке
(…) Идеја представе Балерине јесте да публику едукује о уметности игре али и да уметничку игру успостави као метафору за „уметност живљења”. Сви смо ми балерине у непрекидној борби против силе Земљине теже, у непрекидним покушајима да
изгледамо лепо и лако, у непрекидном игнорисању питања: шта имаш ти од тога, што се толико трудиш?… А шта бих добила од тога да престанем?! Ово је представа о свима нама који се трудимо и не планирамо да престанемо. За све нас који покушавамо да победимо сами себе. Ово је представа за нас који се затрпавамо послом, да не би смо мислили о сврси свог постојања, и све нас који смо у свом послу нашли сврху, смисао и љубав потребну да се настави даље. У нову победу. У нови изазов. У нови радни дан. Ово је представа о раду и представа о лепоти… а лепоте ће, писао је Достојевски, спасити свет, ако ми њу спасемо. Ово је представа о спашавању лепоте. О самозабораву и срећи. О раду, труду, амбицији, вољи, телу и духу. Ово је, такође и представа о друштву; позориште о позоришту; о смислу и томе да га је нашао свако ко је кренуо да га тражи. Ово је представа о игри, као најозбиљнијој дисциплини људског духа и лакоћи као најтежој ствари на свету. Ово је представа о балеринама а сви смо ми балерине, без обзира на то да ли смо икада играли балет.
Милена Миња Богавац

### Револуција — ОТКАЗАНА!
(премијера 17. септембра 2015, извођена2015/16)
- Фестивали: Фестивал професионалних позоришта Војводине, Народно позориште, Сомбор; Timisoara Performing Arts Festival, Темишвар, Румунија;
- Похвала: Годишња похвала Српског народног позоришта за 2016. годину представи: Револуција — Отказана!

###### Реч аутора
Револуција — ОТКАЗАНА! Да ли је уметност "огледало у којем се друштво зрцали или чекић којим се оно обликује? " Чак и ако је некада била чекић, „историја се понавља, први пут као трагедија, затим као фарса”. У току тог понављања, једном је било речено да „револуција неће бити приказана на телевизији”, а затим је била приказана, да бисмо након тога дошли ми с питањем: Да ли је револуција (само) представа или ниједна представа није револуција? Декларативно "да "или "не " нас не задовољавају. Наша основна преокупација је где и како да поставимо изведбу као уметничку форму и позоришне ствараоце и извођаче као уметнике у полемичком простору између тих одговора. Данас неко се још може питати: „Ако срежемо буџет за уметност и културу, за шта се онда боримо?” Ипак, ако је „хиљаде радника стајало иза 'грађевинара' из Братска” а само црно небо иза чланова групе Шта да се ради? (Chto delat), као уметници морамо се данас поново запитати: ко стоји иза нас? Револуција — ОТКАЗАНА! је јавни догађај, представа, коју жанровски одређујемо као културно-уметнички програм. Читав пројекат је започет истраживањем рада комунистичког кореографа радника Ханса Жана Вајта (Hans Jean Weitt) и његове групе Црвени плесачи (Die Rote Tanzer), а завршава се изведбом која позива публику на критичко и донекле иронично историјско путовање кроз недавне револуције у европском друштву, истражујући улоге плеса и перформанса у тим преломним моментима. Револуција је овде схваћена као тачка пресека између рада (производње) и рата (насилних, обично оружаних сукоба), које уједно узимамо и као два праисторијска корена плеса. Иако у том смислу изгледају блиски, револуција и плес као да се никада не срећу — плес и, нешто шире, уметничка изведба, стално обиграва око револуције али почиње да узмиче чим постигне револуционарни врхунац.

###### Напомена
Можда би смо — уместо да се питамо о томе ко стоји иза нас, уметника — могали и да се питамо иза кога ми да станемо. Једно могуће решење било би да се уметност стави у службу револуције, а да при том не одбаци своје естетске и симболичке квалитете. Но, да ли је то могуће; да ли је могуће да се уметност прикључи неком ширем револуционарном друштвеном покрету а ОСТАНЕ УМЕТНОСТ? И ако јесте, који би то покрет данас био?
Ана Вујановић

## Едукативни програми и пројекти
Као што је напред напоменуто, пројекат Форум за нови плес, тицао се и пута, односно, процеса настајања крајњих резултата - представа. Да би се ове представе могле остварити у својој најизраженијој испуњености, било је потребно обучити играче и тај процес усавршавања јесте веома значајно искуство свих извођачица и извођача који су у томе учествовали. Ево који су то програми били:
- Програм за професионално усавршавање играча — радионице савременог плеса (2008—2013)

Овај програм се одвијао у сарадњи Форума за нови плес и Удружења балетских уметника Војводине. Радионице су се одржавале у Балетској сали и на Камерној сцени Српског народног позоришта.
Водитељи радионица су били: Лео Мујић, Иља Лаувен (Ilja Louwen) , Зоран Марковић, Дуња Јоцић, Ева Пушендорф, Александар Крауснекер, Гај Вајзман (Guy Weizman) , Грегор Луштек, Росана Хрибар, Игор Подшадли (Igor Podsiadły), Саша Асентић.
Ауторка и координаторка пројекта: Оливера Ковачевић Црњански
Организаторка пројекта: Фросина Димовска
- Интернационални плесни форум Форум за нови плес и Проширена сцена (2014)

Радионице су се одржавале у Балетској сали, на Камерној сцени и Сцени „Пера Добриновић” Српског народног позоришта, у Балетској школи у Новом Саду и у Музеју савремене уметности Војводине.
Водитељи радионица су били:
Ана Вујановић (Немачка/Србија); Саша Асентић (Немачка/Србија); Бојана Младеновић (Холандија/Србија); Далија Аћин Теландер (Шведска/Србија); Милена Угрен Коулас (Кипар/Србија); Драгана Алфиревић (Словенија/Србија), Драгана Булут (Немачка/Србија); Дуња Јоцић (Холандија/Србија).
На овом плесном форуму, учесници су информисани о актуелним извођачким праксама, радним процедурама и искуствима аутора из Србије који раде на европској савременој извођачкој сцени. На тај начин им је омогућено да се упознају са различитим плесним техникама и моделима свакодневног тренинга савремених плесача, како би развијали креативне потенцијале и унапредили своје извођачке квалитете.
Форум за нови плес се током периода свог постојања изграђивао на основама креативних и увек нових изражајних достигнућа и тако помогао свим играчима који су кроз њега прошли у проналажењу сопствених могућности на пољу игре.